# Saison 2 d'Incroyable talent
Vous pouvez aider à l'améliorer ou bien discuter des problèmes sur sa page de discussion.
- Il n'est pas vérifiable et peut contenir des informations totalement erronées. Il est fortement conseillé aux contributeurs d'étayer son contenu par des sources fiables. Sans cela, sa suppression pourrait être envisagée. (si vous venez d'apposer le bandeau, veuillez cliquer sur ce lien pour créer la discussion et en afficher les indications). (Marqué depuis août 2024)
- Il peut contenir un travail inédit ou des déclarations non vérifiées. Vous pouvez l’améliorer en ajoutant des références. (Marqué depuis août 2024)

- Archive Wikiwix
- Bing
- Cairn
- DuckDuckGo
- E. Universalis
- Gallica
- Google
- G. Books
- G. News
- G. Scholar
- Persée
- Qwant
- (zh) Baidu
- (ru) Yandex
- (wd) trouver des œuvres sur Wikidata

Vous pouvez aider à l'améliorer ou bien discuter des problèmes sur sa page de discussion.
- Son admissibilité est à vérifier. Motif : manque de références. Travail inédit. L'unique phrase sourcée est déjà présente dans l'article principal = info doublonnant l'article principal. Saison ne se démarquant pas particulièrement.. Vous êtes invité à le compléter pour expliciter son admissibilité, en y apportant des sources secondaires de qualité. (Marqué depuis février 2025)
- Il ne cite pas suffisamment ses sources. Vous pouvez indiquer les passages à sourcer avec {{référence nécessaire}} ou {{Référence souhaitée}}, et inclure les références utiles en les liant aux notes de bas de page. (Marqué depuis août 2024)
- Son texte doit être wikifié : il ne correspond pas à la mise en forme Wikipédia (style, typographie, liens internes, liens entre les wikis, etc.). (Marqué depuis août 2024)

- Archive Wikiwix
- Bing
- Cairn
- DuckDuckGo
- E. Universalis
- Gallica
- Google
- G. Books
- G. News
- G. Scholar
- Persée
- Qwant
- (zh) Baidu
- (ru) Yandex
- (wd) trouver des œuvres sur Wikidata

La deuxième saison d'Incroyable talent, émission française de divertissement, a été diffusée sur M6 du 6 novembre 2007 au 11 décembre 2008. 
Elle a été remportée par Junior.

## Présentateurs et jury
Cette saison a été présentée par Alessandra Sublet pour la deuxième année consécutive.
Le jury était composé du producteur Gilbert Rozon, présent depuis la première saison, de la directrice artistique du Cirque Pinder, Sophie Edelstein, jurée aussi présente depuis la première saison et du danseur Patrick Dupond.

## Gain
Le vainqueur se verra remettre un chèque de 150 000 € et une intégration au Festival international du cirque de Monte-Carlo.

## Principe
Le format se décompose en 6 émissions. 
Durant les 3 premières émissions qui constituent les auditions, les candidats se produisent devant le jury, qui, au terme du numéro, décident ou non de les laisser continuer l'aventure. À la fin de cette première phase, le jury sélectionne 32 artistes parmi ceux qu'il a plébiscité, qui passent alors en demi-finale.
Lors de ces deux demi-finales, les candidats sont répartis en 4 groupes de 8. Parmi eux, 10 finalistes sont choisis par le jury et par les téléspectateurs. Lors de la finale, seul le public peut élire le vainqueur.

## Auditions
Les auditions se déroulent durant 3 jours à l'Académie Fratellini les 18-20-25 septembre 2007. Environ 150 concurrents ont pu présenter leur numéro devant le jury. Chaque juré dispose d'un buzzer, qu'il peut actionner à n'importe quel moment durant le numéro. Si chaque juré appuie sur son buzzer, la performance s'arrête nette. Après chaque prestation, chaque juré doit donner son avis sur ce qu'il vient de voir, et indiquer s'il souhaite que l'artiste passe ou non au tour suivant ("oui" ou "non"), les candidats obtenant 2 ou 3 "oui" étant sélectionnés.

## Candidats
Lors des demi-finales, le jury a décidé de qualifier lui-même plus de candidats que prévu. 
Dans le premier groupe, seuls deux candidats sur les 8 ne furent pas buzzés et interrompus : Bruno et Court-Circuit. Après avoir choisi Bruno, le jurés fait revenir Court-circuit à la fin de prime et déclarent qu'ils le repêchent, envers et contre tout. 
Même chose avec le troisième groupe, ou au moment de dévoiler leur choix, le jury déclare qu'ils sauvent deux candidats au lieu d'un : Sébastien et Raphaël, et le trio barre russe du Québec. Gilbert Rozon menacera même, au nom du jury, de s'en aller si leur choix n'était pas écouté,.
De ce fait, la finale compte 10 finalistes au lieu de 8.
|          | Choix du jury                                      | Choix du public |
| -------- | -------------------------------------------------- | --------------- |
| Groupe 1 | Bruno Court-Circuit                                | Ficelle         |
| Groupe 2 | Los Vivancos                                       | Junior          |
| Groupe 3 | Sébastien et Raphaël Le trio barre russe du Québec | Louis Alexander |
| Groupe 4 | 3nity                                              | Carlos Savadra  |

### Classement de la finale
1er :  Junior (Breakdance)
2e : Bruno (Chanteur ténor)
3e : Sébastien et Raphaël (Breakdance)
4e : Carlos Savadra (Dresseur de chevaux)
5e : Louis Alexander (Chanteur)
6e : Court-circuit (Artiste performeur)
7e : Ficelle (Dresseur de chiens)
8e : Los Vivancos (Danseurs de claquettes ibèriques)
9e : Le trio barre russe du Québec (Barre russe)
10e : 3nity (Chanteurs)

## Audimat

### Incroyable Talent
| Épisode | Diffusion                                               | Téléspectateurs (en millions) | Parts de marché (sur les 4 ans et plus) |
| ------- | ------------------------------------------------------- | ----------------------------- | --------------------------------------- |
| 1       | Mardi 6 novembre 2007 (auditions jour 1) (20:45-22:30)  | 4 137 640                     | 16,3 %                                  |
| 2       | Mardi 13 novembre 2007 (auditions jour 2) (20:40-22:30) | 3 797 560                     | 14,8 %                                  |
| 3       | Mardi 20 novembre 2007 (auditions jour 3) (20:45-22:30) | 4 300 000                     | 16,9 %                                  |
| 4       | Mardi 27 novembre 2007 ((1e demi-finale) (20:40-22:30)  | 4 600 000                     | 18,7 %                                  |
| 5       | Mardi 4 décembre 2007 (2e demi-finale) (20:40-23:10)    | 4 300 000                     | 18 %                                    |
| 6       | Mardi 11 décembre 2007 (finale) (20:40-23:15)           | 4 500 000                     | 19,2 %                                  |

Légende :
En fond vert = Les plus hauts chiffres d'audiences
En fond rouge = Les plus bas chiffres d'audiences